# Fekete Sas Kiadó
Az 1990 óta működő, budapesti székhelyű Fekete Sas Kiadó elsősorban szépirodalmi, társadalomtudományi, néprajzi, művelődés- és kultúrtörténeti munkákat jelentet meg. Gondozásában, fennállásának első három évtizede alatt közel 500 mű látott napvilágot.

## Története
1990. április 28-án alapította és a mai napig is vezeti Fazakas István, aki korábban Magvető Kiadó szerkesztőjeként tevékenykedett. Másik vezető munkatársa 2015-ben bekövetkezett haláláig Székely Sz. Magdolna volt, aki korábban szintén a Magvető Kiadónál látott el szerkesztői feladatokat.
Elnevezése – Fekete Sas – a több szálloda, vendéglátóhely, patika nevében előforduló, hagyományos szimbolikus motívumra utal.
Kiadványainak széles palettáján szépirodalmi, gyermek- és ifjúsági művek, művészeti kiadványok, szakkönyvek, dokumentumregények, memoárok, helytörténeti és történelmi munkák, útikönyvek és a szokványostól eltérő tematikájú kötetek (pl. környezetvédelem, bőrmívesség, borászat) is helyet kapnak.

## Szerzői
A kiadó jelenteti meg az irodalmi Nobel-díjra jelölt Füst Milán és a magyar haiku legendás mestere, Fodor Ákos teljes életművét, a Magyar Örökség-díjas bukovinai székely néprajzkutató Kóka Rozália írásait, a József Attila-díjas író, költő, műfordító Petrőczi Éva köteteit, vagy az olyan, ugyancsak többszörösen kitüntetett kortárs szerzők, mint Petőcz András, Tomaji Attila és Zalán Tibor műveit és a magyar klasszikusokat.
A nemzetközi irodalmat elsősorban német nyelvű szerzők, így Gotthold Ephraim Lessing, Hugo von Hofmannsthal, Rainer Maria Rilke, Bertolt Brecht, Sten Nadolny, Sasha Marianna Salzmann kötetei képviselik, de Henry David Thoreau klasszikusnak számító Waldenje is a Fekete Sas Kiadónál jelenik meg, ahogyan Csehov vagy Montesquieu művei is.

## Főbb sorozatai
- Budapesti Kultúrtörténeti Séták sorozat
- Füst Milán életmű-sorozat
- Fodor Ákos-sorozat
- Öregbetűs Könyvek sorozat (gyengénlátóknak)